# 인천정각초등학교
인천정각초등학교(仁川正閣初等學校)는 대한민국 인천광역시 남동구에 있는 공립 초등학교이다.

## 학교 연혁
- 2005년
  - 10월 20일 : 학교 설립 인가
- 2007년
  - 9월 1일 : 개교, 제 1대 정구청 교장 취임
- 2008년
  - 2월 18일 : 1회 졸업식
  - 10월 2일 : 혜윰터 개관
  - 2월 28일 : 인천광역시 생활지도 우수교 선정
- 2009년
  - 5월 11일 : 나래다솜 개관
  - 12월 28일 : 인천광역시 학교평가 우수교 선정
- 2010년
  - 3월 1일 : 제 2대 노경래 교장 취임
  - 4월 1일 : 햇살마루(초등돌봄교실) 개관
- 2012년
  - 2월 29일 : 인천광역시 창의인성교육활동 우수교 선정
- 2013년
  - 3월 1일 : 제 3대 이행자 교장 취임
  - 10월 18일 : 인천광역시 교육과정 우수교 선정
  - 10월 22일 : 인천광역시 독서교육대상 우수교 선정
  - 12월 17일 : 인천광역시 동부푸른교육활동 우수교 선정
  - 12월 30일 : 인천광역시 학부모 학교참여 우수교 선정
- 2014년
  - 9월 1일 : 제 4대 김연배 교장 취임
  - 9월 16일 : 제6회 전국 방과후학교대상 학교부분 우수상 수상
  - 12월 13일 : 인천광역시 동부푸른교육활동 최우수교 선정
  - 12월 31일 : 인천광역시 학부모 학교참여교육 최우수교 선정
- 2017년
  - 9월 1일 : 제 5대 강정환 교장 취임
- 2020년
  - 2월 29일 : 과학실 현대화 사업
  - 3월 1일 : 제 6대 이옥경 교장 취임
  - 9월 28일 : 혜윰터 전자책도서관 구축
- 2021년
  - 2월 9일 : 제 14회 졸업식(204명)
  - 3월 2일 : 놀이 만.나.다 놀자학교 운영
- 2022년
  - 2월 10일 : 제 15회 졸업식(259명)
  - 2월 20일 : LED 전등 교체
  - 3월 1일 : 인천광역시 교육청 자율학교 지정
  - 8월 9일 : 전 교실 책걸상 교체
  - 9월 1일 : 제 7대 김재형 교장 취임

## 참고 자료
- 인천정각초등학교 - 한국교육학술정보원 학교알리미